# La Dispute (groupe)
Pour les articles homonymes, voir La Dispute.
La Dispute est un groupe de post-hardcore américain, originaire de Grand Rapids, dans le Michigan. Formé en 2004, les membres principaux sont Jordan Dreyer (chant), Brad Vander Lugt (batterie), Chad Morgan-Sterenberg (guitare) et Adam Vass (basse),.
En avril 2006, le groupe publie leur premier EP, Vancouver, qui parait sur Friction Records. Il signe également en 2008 pour la sortie de Here, Hear., puis de Untitled 7" sur le label Forest Life. Le 11 novembre de la même année sort leur premier album Somewhere at the Bottom of the River Between Vega and Altair ainsi que Here, Hear II. sur No Sleep Records. Avant la parution en 2011 de Wildlife leur deuxième album studio, La Dispute sort successivement Here, Hear III (2009), The Worth of the World (2010) un split avec Touché Amoré, et Never Come Undone (2011). Leur troisième album solo Rooms of the House paraît le 18 mars 2014 et en 2019 le groupe publie leur quatrième album Panorama.

## Biographie

### Débuts (2004 - 2007)
Le groupe est formé à Grand Rapids, dans le Michigan, à la fin de 2004 par Jordan Dreyer, Brad Vander Lugt, Kevin Whittemore, Derek Sterenberg et Adam Kool. Dreyer n'était pas chanteur et n'avait jamais composé de musique lors de la création de La Dispute mais écrivait déjà à l'époque des poésies et de courtes fictions,,.
Pendant un certain temps, le groupe joue principalement dans des maisons ou à la Division Avenue Arts Collective. Chad Sterenberg remplace son grand frère Derek en 2006 le jour suivant la sortie du premier EP, Vancouver (seule production sortie sur le label Friction Records).

### Premiers albums (2008 - 2009)
La Dispute signe chez No Sleep Records début 2008 : Dreyer explique ce changement par un partage de valeurs et perspectives communes dans la musique. Entre la sortie de leur premier Ep et Vancouver et la sortie de leur premier album, le groupe décide d'enregistrer deux titres venant de la session d'écriture de ce même album. Ces deux titres sont regroupés dans un vinyle exclusif nommé Untitleld 7". La sortie du premier volet de la série d'EP expérimentaux Here, Hear sort également en mai. Somewhere at the Bottom of the River Between Vega and Altair sort finalement le 11 novembre 2008 sur No Sleep Records. La thématique principale de l'album tourne autour d'une légende japonaise (Tanabata). L'album reçoit à sa sortie de très bonnes critiques de la part de nombreux médias comme Alternative Press, PunkNews, AbsolutePunk... En parallèle de cet album paraît Here, Hear II et en octobre 2009 le dernier EP de cette trilogie, Here Hear III.

### DeThe Worth of the WorldàWildlife(2010 - 2012)
En septembre 2010, La Dispute réalise un split avec le groupe Touché Amoré qui sort sous le nom de Searching for a Pulse/The Worth of the Worlf où chacun des membres des deux groupes composent avec des ajouts de voix en plus des chanteurs principaux. L'écriture du second album commence en novembre 2010 et en avril de la même année le groupe annonce qu'il comportera 14 pistes. Le groupe sort un autre split le 3 mai 2011 avec Andrew Koji Shiraki (Koji) nommé Never Come Undone. Ce split présente une réédition d'un son de leur premier album Last Blues For Bloody Knuckles et un titre original Sunday Morning, at a Funeral.
En juillet 2010, La Dispute commence une tournée au Canada avec Balance and Composure et Make Do and Mend durant laquelle ils défendent sur scène la sortie de ce nouveau split. La même année le groupe sort son deuxième album studio Wildlife. Jordan Dreyer explique que les paroles de cet album sont une véritable expérience. Les textes sont en effet une collection d'histoires et de poèmes.

### Rooms of the House(2013 - 2018)
Le groupe annonce en 2014 la sortie le 18 mars de la même année de son troisième album studio Rooms of the House (ROTH) mais également son départ de No Sleep Records pour être désormais produit par leur propre label Better Living. En avril 2014, le guitariste Kevin Whittemore (de la formation d'origine) annonce son départ du groupe et joue son dernier concert le 14 avril à Cleveland Ohio. En 2014, le groupe joue plus de 70 concerts dans 16 pays dans le monde. ROTH est cité dans plusieurs listes comme le « Top 50 des albums de 2014 » au magazine Paste, le « top 50 des chansons de 2014 » par Consequence of Sound et les « 10 albums à acheter en 2014 » par Alternative Press. Le groupe est aussi cité dans le top 25 des groupes sur scène du magazine Paste.
En juin 2016, le groupe tourne en Amérique du Nord avec Thrice et Gates. Puis, plus tard dans le mois, Thrice annonce une tournée nord-américaine avec La Dispute et Nothing, Nowhere entre septembre et octobre 2016.

### Panorama(depuis 2019)
Après quelques années de pause et après avoir publié une version remastérisée de leur premier album studio Somewhere at the Bottom of a River Between Vega and Altair, le groupe annonce à la fin de l'année 2018 la sortie d'un quatrième album intitulé Panorama. L'album sort le 22 mars 2019 et est produit par le label californien Epitaph Records. Panorama aborde le cheminement du deuil en évoquant particulièrement le parcours du chanteur et parolier Jordan Dreyer pour apprendre à aider les gens à surmonter la mort de leurs proches.
Le groupe publie une version remixée de l'album, intitulé sobrement Panorama (Remixed), en décembre 2019 avec notamment des morceaux retravaillés par Zeal & Ardor et Peter Broderick. Ils annoncent par la suite une tournée en Europe.

## Caractéristiques

### Logo

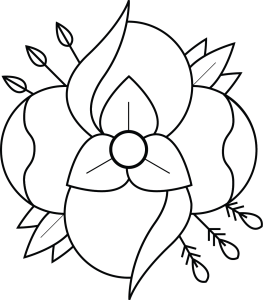
Logo du groupe depuis octobre 2010.

Le logo du groupe a toujours gardé une forme plus ou moins proche de celle qu'elle possède aujourd'hui. Il s'agit d'une fleur originellement dessinée par Lee Hartney qui fut par la suite légèrement modifiée et numérisée afin d'obtenir le logo définitif en octobre 2010.

### Origine du nom
L’origine du nom du groupe La Dispute est issue de la pièce du même nom écrite par le dramaturge français Pierre de Marivaux. En effet, le chanteur du groupe, Jordan Dreyer lut la pièce au lycée et fit de nombreux parallèles entre le travail de Marivaux et la musique qu'il composait à l'époque.

### Style musical
La Dispute est avec des groupes comme Defeater, Touché Amoré ou Pianos Become the Teeth à l'origine d'une nouvelle vague de groupe de Post Hardcore qui a émergé courant des années 2000. Cependant le groupe connaît une richesse musicale assez incroyable. Effectivement et même si Jordan Dreyer, leader du groupe, expliquait que catégoriser un groupe ne sert que la plupart du temps à exclure les gens d'explorer différentes variations de même chose, La Dispute est décrit comme mélangeant les influences jazz, blues, screamo, rock progressif, post rock, punk hardcore ou encore spoken word,.

## Membres

### Membres actuels
- Jordan Dreyer – chant, percussions, paroles (depuis 2004)
- Chad Sterenberg – guitare solo, chœurs, claviers, percussions (depuis 2006)
- Adam Vass – basse, chœurs, guitare (depuis 2007)
- Brad Vander Lugt – batterie, chœurs, percussions, claviers (depuis 2006)

### Membre de tournée
- Corey Stroffolino – guitare (depuis 2014)

### Anciens membres
- Derek Sterenberg – guitare, chœurs (2004–2006)
- Adam Kool – basse (2004–2007)
- Kevin Whittemore – guitare, chœurs (2004–2014)

## Discographie

### Albums studio
- 2008 - Somewhere at the Bottom of the River Between Vega and Altair
- 2011 - Wildlife
- 2014 - Rooms of the House
- 2019 - Panorama
- 2025 - No One Was Driving the Car

### EP
- 2006 : Vancouver
- 2008 : Untitled 7"
- 2008 : Here, Hear.
- 2008 : Here, Hear II.
- 2008 : Winter Tour Holiday CD-R (auto-publié)
- 2009 : Here, Hear III. (2009, No Sleep Records)
- 2010 : Searching for a Pulse/The Worth of the World (split avec Touché Amoré)
- 2011 : Never Come Undone (split avec Andrew Koji Shiraki)
- 2012 : Conversations  (auto-publié)
- 2014 : Maida Vale Session 2011 (auto-publié)
- 2014 : Maida Vale Session 2014 (auto-publié)

### DVD
- Tiny Dots (2015, Better Living)

### Clips vidéo
- 2009 : Such Small Hands
- 2011 : Edit Your Hometown
- 2014 : For Mayor in Splitsville
- 2014 : Woman (Reading)
- 2018 : Rose Quartz / Fulton Street I
- 2019 : Footsteps At The Pond

### Apparition
- Polly (reprise de Nirvana)